# Bennie Hofs

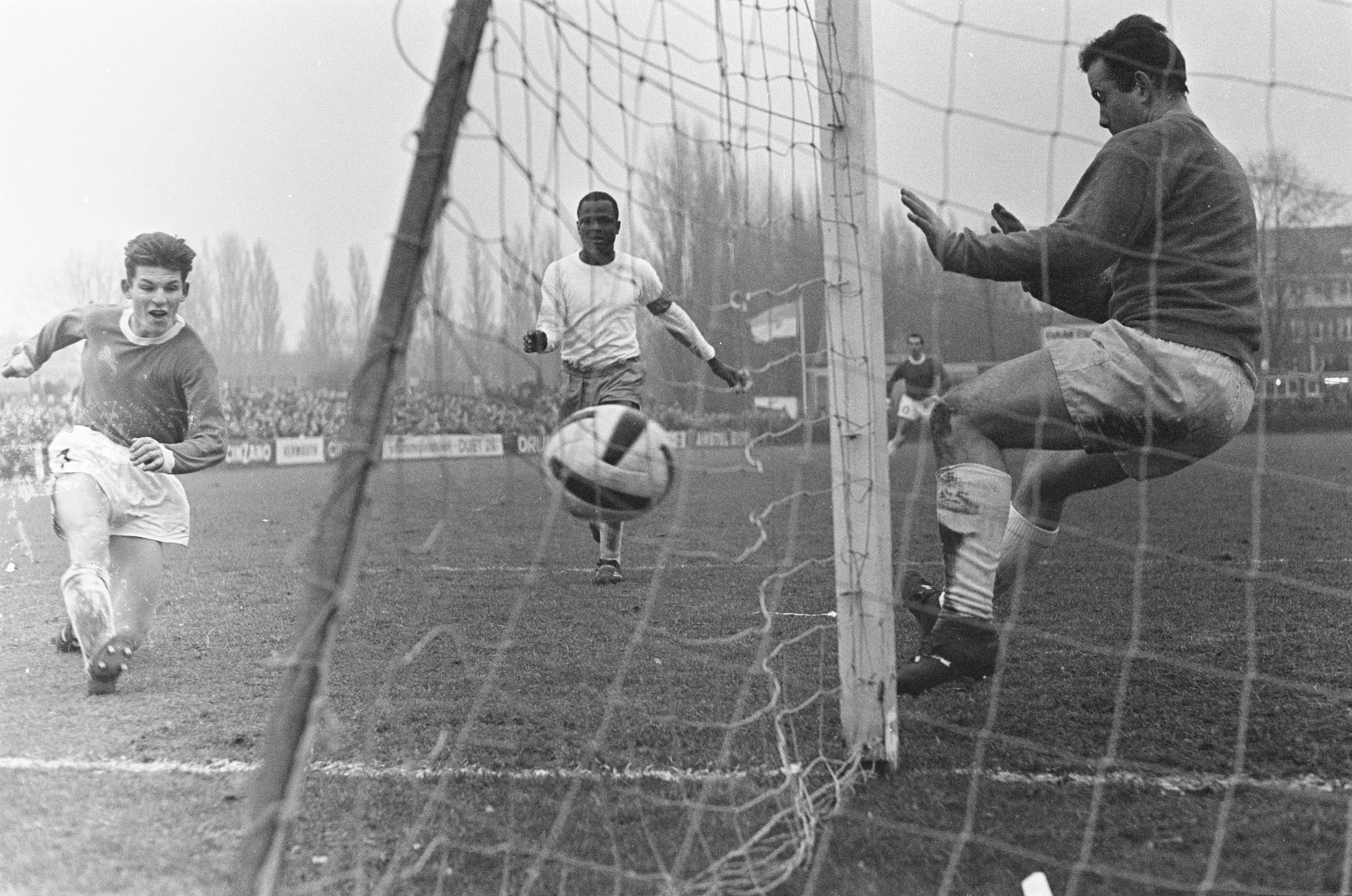
Ben Hofs (links), 1968

Ben „Bennie“ Hofs (* 2. November 1946 in Arnhem-Klarendal, Gelderland; † 4. Juni 2017, ebenda) war ein niederländischer Fußballspieler. Als Profi war er 15 Jahre lang für die SBV Vitesse in seiner Heimatstadt aktiv.

## Leben und Karriere
Hofs begann seine Laufbahn in der Jugend der Arnhemse Boys, ehe er mit 16 zu Vitesse wechselte. Am 22. November 1964 kam er im Match bei PEC zu seinem ersten Einsatz in der ersten Mannschaft, die zu dieser Zeit noch in der Tweede Divisie spielte. Mit den Arnheimern stieg er 1966 unter dem österreichischen Trainer Pepi Gruber aus der zweiten in die Eerste Divisie, 1971 unter Cor Brom in die Eredivisie auf. Nach dem direkten Wiederabstieg gelang dem Team erst 1977 erneut der Aufstieg in die höchste Spielklasse. Hofs war in der ersten Eredivisie-Saison von Vitesse Teil der Mannschaft, die mit einem 1:12 beim AFC Ajax in Amsterdam die auch 2017 noch höchste Niederlage der Ehrendivision erlitt.
In siebzehn Jahren kam Bennie Hofs bei Vitesse auf 426 Pflichtspiel-Einsätze, davon 42 in der Eredivisie, ehe er 1979 wegen einer Knieverletzung seine Karriere beendete. Seinen letzten Einsatz hatte er am 4. Juni 1979 bei einem 1:1-Unentschieden gegen den FC Utrecht. In den 1960er Jahren wurde er in diverse Jugendmannschaften des KNVB und in Jong Oranje berufen.
Nach der aktiven Laufbahn übernahm Hofs einen Imbiss im Arnheimer Stadtteil Klarendal, den er gemeinsam mit seiner Frau bis 2007 betrieb.
Im Jahr 2011 ernannte ihn der Verein zum Ehrenmitglied und zum Zilveren Vitessenaar („Silberner Vitessener“).
Ben Hofs ist der Bruder von Henk Hofs und ein Onkel von Nicky Hofs, die ebenfalls Fußballprofis bei Vitesse waren.